# برایان کاون
برایان کاون ((به انگلیسی: Brian Cowen) (زاده:۱۰ ژانویه ۱۹۶۰) سیاستمدار سابق ایرلندی است که از ۷ مه ۲۰۰۸ تا مارس ۲۰۱۱ نخست‌وزیر ایرلند بود. او رهبر دولت ائتلافی بودکه توسط حزب فیانا فِیل اداره می‌شد و تا ۲۳ ژانویه ۲۰۱۱ از حمایت حزب سبز و تاجاخته داله هم برخوردار بود.
کاون همچنین از ۷ مه ۲۰۰۸ تا ۲۲ ژانویه ۲۰۱۱، که پس از یک تلاش شکست خورده و بسیار بحث‌برانگیز برای ترمیم کابینه و تحت تأثیر فشار سیاسی استعفا کرد، رهبر حزب فیانا فِیل بود.